# Серджіо Брігенті
Серджіо Брігенті (італ. Sergio Brighenti, 23 вересня 1932, Модена — 10 жовтня 2022, Арлуно) — італійський футболіст, що грав на позиції нападника. Відомий, зокрема, виступами за «Інтернаціонале», «Модену», «Сампдорію», а також національну збірну Італії. Надалі — футбольний тренер.

## Життєпис
Серджіо Брігенті народився в Модені у 1932 році. У шкільному віці він почав виступати за юнацькі команди футбольного клубу «Модена». Його старший брат, Ренато (найкращий бомбардир «Модени» усіх часів) також був футболістом, тому Серджіо часто називають Брігенті II.
Професійну кар'єру Брігенті розпочав у клубі «Модена». У 1952 році Серджіо опинився в «Інтернаціонале». Разом з «Інтером» він став дворазовим чемпіоном Італії. Надалі виступав за клуби «Трієстина» і «Падова», а кращі свої роки провів в «Сампдорії», у складі якої став найкращим бомбардиром Серії А в сезоні 1960-61. Тоді ж став регулярно викликатися до збірної.
За збірну Італії Брігенті дебютував 6 травня 1959 року в матчі проти збірної Англії. Всього провів у складі збірної 9 матчів в яких забив 2 голи, обидва в товариських матчах у ворота збірної Англії.
Завершив ігрову кар'єру Брігенті у 1965 році у в клубі «Торіно». Через кілька років після завершення кар'єри гравця, Брігенті став головним тренером у клубі Серії А «Варезе», але клуб під його керівництвом вилетів в Серію B, що стало приводом до звільнення Серджіо. Через три роки він повернувся у «Варезе», проте під його керівництвом клуб знову вилетів із Серії А. Надалі Брігенті керував клубами «Сереньо» та «Лекко» у нижчих дивізіонах, після чого завершив тренерську кар'єру.

## Титули та досягнення
«Інтернаціонале»
- Чемпіонат Італії
  - Чемпіон (2): 1952–53, 1953–54